# Roswitha z Gandersheimu
Roswitha z Gandersheimu, také Hrotswitha, původně patrně Hrotsvit (kolem 930 – po 973 Gandersheim) byla německá řeholnice, latinská básnířka a spisovatelka, autorka prvních středověkých dramat vůbec, jež žila v klášteře Gandersheim ve středním Německu. 

## Život
O jejím životě víme jen z nahodilých zmínek v předmluvách jejích spisů. Pocházela patrně z vysoké šlechtické rodiny a do kláštera přišla jako velmi mladá. Studovala tam pod vedením abatyše Gerbergy, neteře císaře Oty I., latinskou literaturu křesťanskou i klasickou (Vergilius, Ovidius a hlavně Terentius, kterým se přímo inspirovala). Nevíme ani, kdy zemřela, jisté je jen to, že roku 973 byla ještě na živu.

## Působení

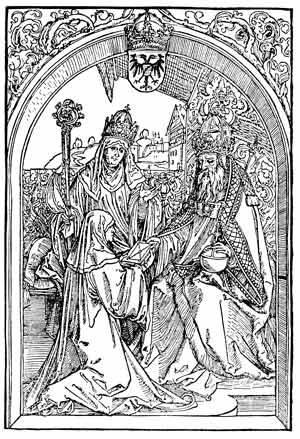
A. Dürer: Roswitha věnuje svoji veršovanou kroniku císaři Otovi I. V pozadí abatyše Gerberga. (1501)

Koncem 15. století objevil norimberský humanista Conrad Celtis společně se svým žákem Ulrichem von Huttenem v klášterní knihovně sv. Emmerama v Řezně rukopis jejích básní, což vyvolalo velké nadšení; německý národ si tak mohl podložit svou dávnou vzdělanost. Roku 1501 vyšlo v Norimberku ediční dílo s ilustracemi z dílny Albrechta Dürera. Od 19. století se Roswitha stala argumentem v debatách o vzdělanosti žen, snažili se jí využít němečtí nacionalisté i genderové hnutí a po roce 1973 se stala symbolem města Gandersheimu, které pořádá její festival a uděluje její cenu. Planetka 615 se jmenuje Roswitha. 

## Dílo
Své dílo psala latinsky a uspořádala do tří knih, které obsahují prozaický úvod a vlastní obsah v elegantní klasické formě hexametrů a pentametrů. První kniha obsahuje osm veršovaných legend o Panně Marii a starokřesťanských světcích. Ve druhé knize je šest „dramat“, která v klášterní četbě nahradila frivolní dramata Terentiova. Většinou se jedná o veršované příběhy o lásce a křesťanské ctnosti a statečnosti, podané jako dialogy. Třetí kniha obsahuje dvě veršované kroniky, jednu o císaři Otovi (Gesta Odonis), zachycující léta 919–965, a druhou o založení kláštera, která zachycuje období 846–919.

### Dílo
- Duchovní dramata: Gallicanus, Pafnutius, Sapientia. Překlad Irena Zachová. Praha: Vyšehrad, 2004. 158 s. ISBN 80-7021-704-9.
- Básnické dílo: Historiografie a legendy. Překlad Jana Nechutová. [s.l.]: Argo, 2022. ISBN 978-80-257-3957-0.